# Імперська повітряна служба Німеччини
Імперська повітряна служба Німеччини (нім. Deutsche Luftstreitkräfte), також Повітряна служба німецької імператорської армії (нім. Die Fliegertruppen des deutschen Kaiserreiches) — повітряні сили Німецької імперії до початку та під час Першої світової війни (1914—1918), а також у перші післявоєнні роки у складі збройних сил Веймарської республіки. Повітряна служба заснована в 1910 році, як окремий рід військ кайзерівської армії, і діяла в її складі протягом усієї війни. Разом з цим, військово-морська авіація Німецької імперії була складовою частиною Імперського флоту Німеччини. Обидва повітряні компоненти сухопутних військ та флоту експлуатували літаки, аеростати та дирижаблі.

## Історія
1884 році у складі Імперської армії Німецької імперії була заснована перша експериментальна рота аеростатів. Поштовхом для заснування такого специфічного підрозділу стало застосування під час Громадянської війни в США корпусу аеростатів, який вів спостереження в ході ведення бойових дій. Рота аеростатів існувала з 1884 до 1901 року, поки остаточно не був сформований батальйон повітряних куль. Швидкий розвиток повітроплавання призвів до появи дирижаблів, особливо на це вплинула поява дирижаблів жорстких типів, побудованих німецькими розробниками «Цеппеліном» та «Шутте-Ланц». У 1910 році надійшов на озброєння перший військовий літак, придбаний німецькою армією, а перші п'ять авіаційних батальйонів були створені 1 жовтня 1913 року. 8 жовтня 1916 року німецька Імперська авіаційна служба (нім. Die Fliegertruppen des deutschen Kaiserreiches) та інші формування, зокрема протиповітряної оборони, повітряної розвідки тощо, були об'єднані в Імперську повітряну службу.
На перших етапах свого існування головним призначенням літаків були розвідка та артилерійське спостереження в інтересах сухопутних військ, подібно до того, як повітряні кулі використовувались під час франко-прусської війни (1870—1871) та ще до битви при Флерюсі (1794) під час французьких революційних війн.

## Класифікація формувань Імперської повітряної служби
- AFA — артилерійський повітряний загін (нім. Artillerieflieger-Abteilung)
- AFS — артилерійська повітряна школа (нім. Artillerieflieger-Schule)
- AFP — повітряний парк армії (нім. Armee-Flug-Park)
- BZ — аеростатний взвод (нім. Ballonzug)
- BG — бомбардувальне крило (нім. Bombengeschwader)
- Bogohl — бомбардувальне крило прямого підпорядкування вищому командуванню армії (нім. Bombengeschwader der Oberste Heeresleitung)
- Bosta — бомбардувальна ескадрилья («штаффель») (нім. Bomberstaffel)
- FFA — польовий авіаційний відділ (нім. Feldflieger Abteilung)
- FLA — польовий відділ дирижаблів (нім. Feldluftschiffer-Abteilung)
- FestFA — фортечне авіаційне управління (нім. Festungsflieger-Abteilung)
- FA — авіаційний загін (нім. Flieger-Abteilung)
- FA(A) — авіаційний загін (артилерійської розвідки) (нім. Flieger-Abteilung (Artillerie))
- FlgBtl — повітряний батальйон (нім. Flieger-Bataillon)
- FBS — школа повітряних спостерігачів (нім. Fliegerbeobachter-Schule)
- FBS — резервний підрозділ (нім. Fliegerersatz-Abteilung)
- FS — авіаційна школа (нім. Fliegerschule)
- JG — винищувальне крило (нім. Jagdgeschwader)
- Jasta — винищувальна ескадрилья (нім. Jagdstaffel)
- JastaSch — школа підготовки винищувачів (нім. Jagdstaffel-Schule)
- KEK — бойовий підрозділ одномісних літаків (нім. Kampfeinsitzerkommando)
- KG — бомбардувальне бойове крило (нім. Kampfgeschwader)
- Kasta — бомбардувальна бойова ескадрилья (нім. Kampfstaffel)
- LsBtl — батальйон дирижаблів (нім. Luftschiffer-Bataillon)
- RBZ — взвод аерофотознімання (нім. Reihenbildzug)
- Rfa — підрозділ великих літаків (нім. Riesenflugzeug-Abteilung)
- Schlasta — бойова ескадрилья (нім. Schlachtstaffel)
- Schusta — ескадрилья охорони (нім. Schutzstaffel)